# Coordinate euleriane e lagrangiane
Nella meccanica del continuo, più precisamente in fluidodinamica, per descrivere il moto di un fluido si possono utilizzare due tipi di coordinate, o due sistemi di riferimento. Non è corretto affermare, in senso assoluto, che una delle due descrizioni del moto sia migliore dell'altra; è invece giusto osservare che ciascuna può essere più efficace in un contesto piuttosto che in un altro. La descrizione euleriana è più utile per descrivere il campo di moto (le equazioni di Navier-Stokes sono tipicamente espresse in questo sistema di riferimento), invece il riferimento lagrangiano può essere d'aiuto per scrivere equazioni di bilancio di forze su una singola particella (come l'equazione di Maxey e Riley).

## Punto di vista euleriano
Questo tipo di specificazione del moto si avvale del concetto matematico di campo, nel senso che le proprietà del flusso (velocità, densità, pressione) sono definite come funzioni dello spazio - ossia del vettore posizione {\displaystyle {\textbf {x}}} - e del tempo {\displaystyle t}. Ad es. la velocità del fluido verrà espressa come {\displaystyle \langle {\bar {v}}\rangle =\langle {\bar {v}}\rangle ({\textbf {x}},t)}. L'osservatore è solidale ad un riferimento fisso o inerziale e "fotografa" il campo di velocità (o di densità, o di pressione...) a ciascun istante temporale, senza avere informazioni relative al moto della singola particella fluida.

## Punto di vista lagrangiano
La specificazione del moto lagrangiano focalizza l'attenzione non su di un determinato volume di controllo, ma sulla singola particella fluida. Le proprietà del flusso saranno quindi funzioni del particolare elemento fluido, oltre che del tempo {\displaystyle t}. Scegliendo di identificare la particella fluida mediante il vettore posizione {\displaystyle {\textbf {x}}_{0}} del suo centro di massa all'istante iniziale {\displaystyle t_{0}}, la sua velocità all'istante {\displaystyle t} sarà esprimibile come {\displaystyle \langle {\bar {v}}\rangle =\langle {\bar {v}}\rangle ({\textbf {x}}_{0},t)}.

## Legame
La relazione tra la derivata lagrangiana e quella euleriana è:
{\displaystyle {\frac {Df}{Dt}}={\frac {\partial f}{\partial t}}+\langle \mathbf {v} \rangle \cdot \nabla f}
dove <v> è la velocità macroscopica, la derivata parziale temporale {\displaystyle \partial f/\partial t} è detta derivata euleriana, {\displaystyle \nabla f} è il gradiente della funzione, {\displaystyle \langle \mathbf {v} \rangle \cdot \nabla f} è detto derivata avvettiva.
Perciò per esempio nel caso di descrizione lagrangiana del moto l'accelerazione macroscopica di una data particella fluida è semplicemente:
{\displaystyle {\textbf {a}}={\frac {\partial \langle {\bar {v}}\rangle ({\textbf {x}}_{0},t)}{\partial t}}={\frac {\operatorname {d} \langle {\bar {v}}\rangle ({\textbf {x}}_{0},t)}{\operatorname {d} t}}\ \ .}
Invece in una descrizione euleriana la derivata (parziale) rispetto al tempo (derivata euleriana) di {\displaystyle \langle {\bar {v}}\rangle ({\textbf {x}},t)} non indica l'accelerazione della particella fluida, ma la variazione per unità di tempo del vettore velocità in un fissato punto dello spazio. Invece l'accelerazione è esprimibile come:
{\displaystyle {\textbf {a}}={\frac {D\langle {\bar {v}}\rangle ({\textbf {x}},t)}{Dt}}={\frac {\partial \langle {\bar {v}}\rangle }{\partial t}}+\langle v_{x}\rangle {\frac {\partial \langle {\bar {v}}\rangle }{\partial x}}+\langle v_{y}\rangle {\frac {\partial \langle {\bar {v}}\rangle }{\partial y}}+\langle v_{z}\rangle {\frac {\partial \langle {\bar {v}}\rangle }{\partial z}}={\frac {\partial \langle {\bar {v}}\rangle }{\partial t}}+{\frac {1}{2}}\nabla (\langle v\rangle ^{2})\ .}